# Tony Rolt
Anthony Peter Roylance Rolt, detto Tony (Bordon, 16 ottobre 1918 – Warwick, 6 febbraio 2008), è stato un pilota automobilistico e ingegnere inglese.
È stato l'ultimo superstite tra i piloti disputanti il primo Gran Premio della storia del Campionato mondiale piloti di Formula 1, il Gran Premio di Gran Bretagna del 13 maggio 1950, a Silverstone. In essa aveva percorso tre giri, dopo aver preso il comando della vettura (ERA) di Peter Walker, fermatosi per un problema al cambio. La sua presenza, seppur marginale, ha contribuito al suo mito come "ultimo degli Highlander", reduci da quella giornata storica per l'automobilismo mondiale.

## Carriera automobilistica
Le presenze in Formula 1, per Rolt, furono limitate: disputò solo tre gran premi, l'ultimo nel 1955, preferendo l'attività tecnica
Tony Rolt, in coppia con Duncan Hamilton, vinse la 24 Ore di Le Mans del 1953 con una Jaguar C. Squalificati dopo le prove per irregolarità, i due dell'equipaggio si consolarono con una decina di bottiglie di vino rosso, non sapendo che i commissari avevano deciso di riammetterli al via. Nonostante l'incontenibile euforia alcolica all'inizio della gara, Rolt e Hamilton riuscirono nell'impresa di vincere.

## Un tecnico provetto
Rolt era molto apprezzato per la sua cultura tecnica: Stirling Moss vinse il gran premio di Oulton Park (fuori campionato) nel 1960 con una Ferguson P99, dotata di trazione integrale, progettata da Tony Rolt, convinto estimatore di tale soluzione. Fu quella l'unica vittoria di un'auto a quattro ruote motrici in Formula 1.
Aveva anche dato vita, negli ultimi anni Cinquanta, alla Dixon-Rolt, una società specializzata nella realizzazione di differenziali viscosi.
Le capacità di Rolt, in realtà, non erano quelle di un puro ingegnere automobilistico, ma più complete. Durante la Seconda guerra mondiale fu imprigionato dai tedeschi a Colditz, una fortezza impenetrabile; qui progettò e costruì un aliante con telaio di fortuna (tubi dell'acqua, legno, fil di ferro e stoffa), che avrebbe dovuto lanciarsi dal soffitto della chiesa della fortezza per liberare molti prigionieri. Gli alleati liberarono la fortezza prima del lancio, ma Rolt fu decorato col grado di colonnello.
Rolt muore nel 2008 e viene sepolto nel cimitero crematorio di Oakley Wood a Bishops Tachbrook, nel Warwickshire.

## Risultati in F1
(Legenda) 
| Anno | Squadra                | Vettura          | Motore           | 1        | 2   | 3   | 4   | 5      | 6        | 7   | 8   | 9   | CDM | Punti |
| ---- | ---------------------- | ---------------- | ---------------- | -------- | --- | --- | --- | ------ | -------- | --- | --- | --- | --- | ----- |
| 1950 | Peter Walker           | ERA E-Type       | ERA L6           | GBR Ret* | MON | 500 | SVI | BEL    | FRA      | ITA |     |     | -   | 0     |
| 1953 | RRC Walker Racing Team | Connaught B Type | Connaught 2.0 L4 | ARG      | 500 | OLA | BEL | FRA 11 | GBR Ret  | GER | SVI | ITA | -   | 0     |
| 1955 | RRC Walker Racing Team | Connaught B Type | Connaught 1.5 L4 | ARG      | MON | 500 | BEL | OLA    | GBR Ret* | ITA |     |     | -   | 0     |

* Indica auto condivisa con Peter Walker.